# Веспасіян Коховський
Веспасіян Геронім Коховський (Wespazjan Hieronim Kochowski, 1633 — 6 червня 1700) — державний та військовий діяч, поет, письменник, історик часів Речі Посполитої.

## Життєпис
Походив зі шляхетського роду Коховських гербу Нечуя. Народився 1633 року в с. Гай (у сучасній ґміні Васнюв).
Навчався у Новодворському колегіумі (натепер I Ліцей ім. Бартоломея Новодворського). 1650 року був зарахований до крилатих гусар. Спочатку воював проти Козацької держави, зокрема брав участь у битві під Берестечком у 1651 році, потім проти Московії. У 1655—1660 роках був у польському війську, яке боролося проти шведської навали. 1660 року повернувся до рідного села, але незабаром перебрався до с. Голеніви.
У 1665—1666 роках брав участь у рокоши Єжи Любомирського проти короля Яна II Казимира. Відзначився у битві під Монтвами (Іновроцлавське воєводство) у 1666 році. У 1671—1673 роках обіймав посаду піджупника на соляних копальнях Велички. 1683 року брав участь у Віденській битві. 1688 року був запрошений до королівського двору Яна III Собеського як офіційний історіограф. З часом придбав авторитет серед магнатів та шляхти. Помер 1700 року в Кракові.

## Творчість
В. Коховський є автором значного історичного твору «Аннали Польщі від смерті Владислава IV», які частково були видані у 1683—1698 роках. Тут охоплюється період від 1648 року до королювання Яна Собеського. Вони були написані латиною. Окремий історичний твір присвячено віденській перемозі 1683 року — «Записи про війну з турками».
Коховським був одним з улюбленіших поетів свого часу. Автор низки релігійних поем і панегіриків польською і латинською мовами — «Камінь свідчень невинуватості великого сенатора Корони Польської» (1666 рік — панегирик на честь Єжи-Себастьяна Любомирського, «Вервиці Пресвятої Діви Марії» 1668 року, «Страждання Христа» й «Сад Богородиці» 1681 року).
Під впливом віденського походу склав епічну поему «Справа Божа, або Пісні врятованого Відня», яка відрізняється чудовою поетичною мовою і художньою образністю.
Ппопулярною була його збірка «Непразне неробство» 1674 року, куди увійшли ліричні вірші, релігійна і політична поезія, епіграми, фрашки. Тут присутня різноманітність тем, почуттів, стилістичних фігур і віршованих форм. Коховський висловив турботу про долю Речі Посполитої, хвалив її успіхи, критикували слабкість, заохочував співвітчизників на захист Вітчизни. Також у збірці є жарти на побутові теми.
Найціннішим у творчій спадщині Кохівського є «Польська псалмодия» (1693 року) — стилізований прозаїчний цикл на кшталт громадянського заповіту. Продумана гармонія композиції заснована на органічному поєднанні елементів епосу і лірики. Основою оповідання є віденська перемога поляків над турками, що являє релігійно-патріотичний символ перемоги віри і народу. Роздуми про долі сучасників, приватне минуле постають на тлі бурхливих подій епохи. Сповідь поета переходить в сповідь громадянина. Гнітюча картина зловживання принципами «золотий свободи» змінюється оптимізмом містичного бачення майбутньої величі Польщі.